# Duc americà
El duc americà, duc reial o duc banyut (Bubo virginianus) és una espècie d'ocell de la família dels estrígids (Strigidae). Habita al continent americà, des de Terra del Foc fins al nord dels Estats Units. El seu estat de conservació es considera de risc mínim.
És considerat com a l'espècie de mussol més gran d'Amèrica.
És nocturn, de plomatge ratllat. El seu pes varia entre els 650 g i fins a 1 kg en la majoria de les subespècies. Nia en forats buits de troncs, i pot pondre de 2 a 3 ous. S'alimenta de petits mamífers, rèptils i fins i tot peixos. S'ha reproduït en captiveri. S'ha fet servir i es continua utilitzant per a falconeria.

## Subespècies
- B. v. virginianus (Gmelin, 1788)
- B. v. nacurutu, (Vieillot, 1817): ñacurutú
- B. v. subarcticus Hoy, 1852
- B. v. pacificus Cassin, 1854
- B. v. saturatus Ridgway, 1877
- B. v. nigrescens Berlepsch, 1884
- B. v. pallescens Stone, 1897
- B. v. mayensis (Nelson, 1901)
- B. v. elachistus Brewster, 1902.
- B. v. heterocnemis (Oberholser, 1904)
- B. v. lagophonus (Oberholser, 1904).
- B. v. mesembrinus (Oberholser, 1904)

La subespècie B. v. magellanicus (tucúquere o mussol magallànic) ara es classifica com a l'espècie B. magellanicus.